# 112. Infanterie-Division (Wehrmacht)
La 112. Infanterie-Division fu una divisione dell'esercito tedesco attiva durante la seconda guerra mondiale, che venne creata nel 1940 e fu impiegata sul fronte orientale, dove fu sciolta nel 1943.

## Storia
La divisione fu costituita il 10 dicembre 1940, nell'area di addestramento militare di Baumholder: la divisione trascorse il primo trimestre del 1941 a riunirsi, familiarizzare e addestrarsi sulle armi, sugli equipaggiamenti e sui veicoli catturati, per lo più francesi. Dal 15 aprile fino alla prima settimana di maggio iniziò il trasporto verso est, nell'odierna Polonia, a Brok sul Bug.
Dopo l'inizio dell'operazione Barbarossa, il 22 giugno, la divisione era ancora riserva dell'OKH, ma a luglio avanzò su Bobruisk e sul Dnepr a Bychow, dove si scontrò con il nemico. Continuò quindi a prepararsi per un attacco a sud, con le retrovie ripetutamente minacciate da unità nemiche più deboli e sparse, tanto che ad agosto sfondò le posizioni del nemico vicino a Cacerk e respinse gli attacchi sovietici su Gomel. Successivamente attreversò il Sossh, l'Iput, Klintzy, Novosybkov; tuttavia la pressione nemica diventò sempre più forte nei giorni successivi e fu necessario respingere diversi attacchi nemici sostenuti dall'artiglieria. Avanzò ulteriormente attraverso il Desna, ostacolata da mine e bombardamenti, vicino e Khutor e raggiunse Chernigov il 23 settembre.
ùVenne spostata tramite ferrovia nei pressi di Bryansk, Kletnya e Bytosh; in queste aree sconfisse molte volte il nemico, catturando oltre 26.000 prigionieri, 211 cannoni e numerosi veicoli, inutilizzabili a causa dello scoppio dei radiatori dovuto al sopraggiungere del gelo. Dal 17 ottobre 1941 marciò attraverso Bolchov, Krapivna e l'ulteriore avanzata verso nord-est ebbe molte difficoltà: tutti i mezzi a motore rimasero bloccati e l'avanzata fu possibile solo per la fanteria che marciava a piedi. A fine ottobre attraversò l'Oka, Plawsk e nonostante le difficoltà raggiunse Tula il 6 novembre; combatté poi a Teploje, Bogoroditsk, combattendo per tutto novembre in diverse battaglie difensive con pesanti perdite e quando fu raggiunta Stalinogorsk alla divisione, esausta e decimata gli furono concessi alcuni giorni di riposo. Con l'inizio del contrattacco sovietico iniziò a ritirarsi, attraversando l'Oka la vigilia di Natale e scontrandosi nei giorni successivi con i sovietici, in condizioni di elevatissimo freddo. Nell'aprile 1942 gli attacchi nemici continuarono a diminuire, rimase in questo settore per molti mesi in una guerra di trincea, riuscendo a mantenere le sue posizioni più volte fino all'estate del 1943.
Nel giugno 1943 i sovietici stavano preparando un attacco che ebbe luogo dal 12 luglio fino al 18 agosto 1943, l'Operazione Kutuzov, la divisione non resistette all'assalto del nemico, che attaccò con il supporto dell'artiglieria ed aerei; la ritirata della divisione avvenne in maniera scoordinata ed il 27 luglio si riunì a Karachew tra il Vytebet ed il Resseta. Nel corso delle ritirate la divisione aveva subito molte perdite; successivamente fu spostata sulla linea di Sumy, combattendo a Lebedin ed il 20 settembre raggiunse il Dnepr vicino a Kanev e Lubny. Il 30 settembre riuscì a stabilire una posizione difensiva e a respingere ripetuti attacchi nemici. Per tutto il mese di ottobre dovette fermare gli attachi nemici, accompagnati da carri armati ed aerei ed il 2 novembre 1943 fu sciolta dall'Heeresgruppe Süd. I suoi resti furono raggruppati e formarono il Korps-Abteilung B

## Ordine di battaglia
- Infanterie-Regiment 110
- Infanterie-Regiment 256
- Infanterie-Regiment 258
- Artillerie-Regiment 86
- Pionier-Bataillon 112
- Aufklärungs-Abteilung 120
- Panzerjäger-Abteilung 112
- Divisions-Nachrichten-Abteilung 112
- Divisions-Nachschubführer 112[1]

## Decorazioni
Alcuni soldati della 112. Infanterie-division furono premiati per le loro azioni in guerra:
- Croce Tedesca
  - in oro: 14
  - in argento: 1
- Croce di Cavaliere della croce di ferro: 19[3]
  - Croce di Cavaliere con foglie di quercia: 1
- Distintivo per combattimenti ravvicinati:
  - in oro: 1

## Comandanti
- General der Infanterie Friedrich Mieth (10 dicembre 1940 - 10 novembre 1942)
- Generalmajor Albert Newiger (10 novembre 1942 - 20 giugno 1943)
- General der Artillerie Rolf Wuthmann (20 giugno 1943 - 3 settembre 1943)
- Generalleutnant Theo-Helmut Lieb (3 settembre 1943 - 2 novembre 1943)[1]